# Liceul Militar „Nicolae Filipescu” de la Mănăstirea Dealu
Liceul Militar „Nicolae Filipescu” de la Mănăstirea Dealu a fost o instituție militară de învățământ, fiind al treilea liceu militar înființat, după Școala Fiilor de Militari din Iași (1872) și Școala Fiilor de Militari din Craiova (1881).

## Istoric
Artizanul acestei unități de învățământ militar este Nicolae Filipescu, fost ministru de război în perioada 1910-1912. Acesta a fost impresionat de școlile din apus (în special L’École des Roches din Verneuil-sur-Avre) pe care le vizitase și care funcționau după principiile:
- să acorde aceeași importanță educației morale, intelectuale și fizice;
- să scoată școala din atmosfera bolnăvicioasă și viciată a centrelor mari poluate și să o ducă afară, la țară sau în pădure, în cele mai prielnice locuri pentru o bună dezvoltare a tinerilor.[3]

Cutreierând țara împreună cu Barbu Ștefănescu Delavrancea a găsit locul potrivit la Mănăstirea Dealu luând hotărârea ca aici să se zidească școala. La 4 iunie 1912 va pune piatra fundamentală a acestui liceu.
Școala a început în octombrie 1912 cu două clase (I și a V-a), dar nefiind construite clădirile necesare, cursurile s-au desfășurat într-o aripă a cazărmii Regimentului 6 Mihai Viteazul din București până la vacanța de Paște din 1913. La încheierea acesteia, elevii au reînceput cursurile la Mănăstirea Dealu.
Prima promoție de absolvenți a acestui liceu a ieșit în iulie 1915.
După intrarea României în război, la 16 noiembrie 1916, liceul a fost evacuat în Moldova. Elevii liceelor militare refugiate au fost încadrați într-un nou liceu înființat la Dorohoi. Liceul Militar de la Mănăstirea Dealu și-a continuat activitatea la Dorohoi între 20 aprilie 1917- 1 iulie 1918.
Conform unei alte surse, în toamna anului 1917 liceul militar de la Dorohoi a fost mutat la Iași funcționând în clădirea Școlii Normale „Vasile Lupu”. După încetarea ostilităților și retragerea trupelor de ocupație, în toamna anului 1918 elevii au revenit la Mănăstirea Dealu.

## Comandanți
- maior Marcel Olteanu, 1912-1918,

## Absolvenți, personalități militare și civile
- Corneliu Zelea Codreanu (1915)[1]
- Mihai I al României (1933)[1][8]